# لگاری حسن چلبی
لَگاری حسن چلبی دانشمند مسلمان تُرک که در قرن ۱۵ میلادی می‌زیسته‌است. وی از دانشمندان و محققان مسلمان می‌باشد.

## فعالیت
لگاری حسن چلبی در سال ۱۰۴۴ هـ، ق نخستین موشک را ساخت، این موشک همچنین قابلیت حمل انسان را دارا بود. او برای راه‌اندازی این موشک از حدود ۱۲۰ کیلوگرم باروت به عنوان سوخت اولیه استفاده کرد. این حادثه را هنرمندی با کشیدن یک نقاشی از صحنه پرواز موشک ثبت کرده‌است.
ویلیام ای باروز (به انگلیسی: William E Burrows) در کتابش «این اقیانوس جدید، داستان نخستین عصر فضا» (به انگلیسی: This New Ocean, The Storg of the First Space Age) می‌گوید: یک نفر ترک به نام لگاری حسن چلبی در جشن تولد دختر سلطان مراد چهارم، کایا سلطان، با استفاده از حدود ۲۲ کیلوگرم باروت به آسمان پرتاب شد. موشک چلبی را به مسافتی بالاتر برد، جایی که او بال‌های بسیاری را گشود و سپس در سلامتی کامل، در جلوی کاخ سلطنتی فرود آمد. به سبب این پرواز موفقیت‌آمیز چلبی یک کیسه زر جایزه گرفت و به سِمَت افسر پیاده‌نظام منصوب شد. گفته شده‌است که او سرانجام در جنگ کریمه جانش را از دست داد.»
لگاری احمد چلبی، اهل ترکیه در قرن یازدهم هجری برای خود بال‌هایی طراحی کرد که با پر عقاب پوشیده شده بودند. پس از نُه آزمایش و تمرین عملی، او دربارهٔ شکل بال‌هایش تصمیم گرفته بود.
مشهورترین پرواز چلبی در سال ۱۰۴۹ هـ. ق از بالای برج گالاتا در استانبول انجام گرفت. او توانست از یک طرف رودخانه، در طرف دیگر آن فرود آید. به گفته مورخ تُرک، اولیاء چلبی (Evliya) که خود شاهد این اقدام بزرگ بوده و آن را در کتابش به نام «کتاب سفر» ثبت کرده‌است، این پرنده مشهور ترک محاسبات جوهری را که برگرفته از مطالعات ویژه روی عقاب هنگام پرواز بوده، اصلاح و متعادل کرده و از آن‌ها بهره بسیار برده‌است. لاگاری (هزار فن) برای پرواز موفقیت‌آمیزش جایزه‌ای معادل هزار سکه طلا دریافت کرد و یک تمبر پستی ترکی منقش به پرواز تاریخی او تولید شد.

تصویری از پرواز لگاری حسن چلبی در ال ۱۰۴۹ هـ.ق از برج گالاتا در نزدیکی بسفر استانبول
تصویری از پرواز نخستین موشک حامل انسان در تاریخ ، پرتاب این موشک که ساخته لاگاری حسن چلبی بود و او را با خود به آسمان می‌برد در سال ۱۰۴۴ هـ.ق و شب تولد دختر شاه مراد چهارم بود. موشک یاد شده پنج بال داشت و از مخلوطی از خمیر باروت به عنوان سوخت استفاده می‌کرد.